# Léonor d'Orléans-Longueville
Pour les articles homonymes, voir Léonor.
Léonor d'Orléans, duc de Longueville (1540 - 7 août 1573, Blois), était un prince français, issu de la maison bâtarde d'Orléans-Longueville (princes légitimés), gouverneur de Picardie et de Normandie et l’un des chefs militaires des guerres de religion.
Il fut élevé dans la religion protestante  par sa mère Jacqueline de Rohan-Gyé  mais retourna au catholicisme à l'âge de vingt-cinq ans. Pendant les guerres de religion, il combattit dans les rangs de l'armée royale. 

## Biographie
Il était le fils de François d'Orléans-Longueville, marquis de Rothelin (cf. Rötteln), et le petit-fils de Louis Ier, deuxième duc de Longueville. Il était l'arrière-arrière-petit-fils du bâtard d'Orléans, Jean, comte de Dunois et Longueville. Sa mère, Jacqueline de Rohan-Gyé (v. 1520 - ~1587), était une grande dame du protestantisme. Il avait un demi-frère, François d'Orléans-Rothelin, fils naturel de leur père et de Françoise Blosset.
En 1551, il hérita de son cousin François III d'Orléans-Longueville, mort sans enfant, le comté de Neuchâtel (venu de Jeanne de Bade-Hochberg, sa grand-mère paternelle, la femme de Louis Ier). Son neveu Jacques de Savoie-Nemours et Guillaume de Nassau contestèrent cette succession ; mais lorsque Guillaume d'Orange-Nassau réalisa que les Suisses ne le soutiendraient pas dans son combat contre les Habsbourg, il se contenta des fiefs bourguignons de la Maison de Chalon-Arlay. Léonor proposa alors à Jacques de Savoie de partager le comté de Neuchâtel, mais les États de la principauté repoussèrent cette solution. La ville libre de Berne, appelée à arbitrer la question, suggéra en 1557 que Léonor hérite seul de la principauté moyennant le versement d'un dédommagement de 6 000 livres et la cession de terres bourguignonnes évaluée à 2 000 livres à son rival Jacques.
Léonor combattit dans les dernières guerres d'Italie, et fut fait prisonnier par les Impériaux lors de la sanglante bataille de Saint-Quentin (1557). Il obtint de Charles IX le titre de prince du sang. 
Léonor d'Orléans-Longueville mourut à Blois et fut inhumé à Châteaudun.

### Mariage et descendance
De l'union conclue en 1563 entre Léonor d'Orléans-Longueville et la duchesse d’Estouteville Marie de Bourbon-Saint-Pol (1539-1601), sont issus deux fils :
- Henri Ier d'Orléans, duc de Longueville (1568-1595), dont postérité;
- François III d'Orléans, comte de Saint-Pol (1570-1631) ;

et quatre filles :
- Catherine d'Orléans, demoiselle d'Orléans, morte le 28 septembre 1638 âgée de 72 ans 8 mois 9 jours[2], bienfaitrice et considérée comme fondatrice du couvent des Carmélites du faubourg Saint-Jacques, sans enfant[3] ;
- Marguerite d'Orléans, demoiselle d'Estouville († 1615)[3], sans enfant ;
- Antoinette d’Orléans, née à Trie-Château en 1572, morte à Poitiers le 24 avril 1618, et mariée à Charles de Gondi (fils du duc de Retz Albert de Gondi), dont postérité ;
- Éléonore (1573-1639), dame de Gacé (Gacé vient des d'Estouteville), mariée en 1596 à Charles Goyon de Matignon (1564-1648), dont les Matignon Grimaldi, princes de Monaco.

## Titulature
Léonor d'Orléans, duc de Longueville, prince de Châtelaillon, marquis de Rothelin, comte de Montgomery et comte de Tancarville, vicomte d'Abbeville, vicomte de Melun, comte-prince de Neuchâtel et de Valangin

## Iconographie
- Portrait original de Léonor d'Orléans duc de Longueville (BnF)
- portrait par Sophie Bresson-Rochard, copie d'un original jadis au château d'Eu à la demande du roi Louis-Philippe pour le musée historique de Versailles